# بازی فریب
بازی فریب (به تامیلی: Mankatha) فیلمی محصول سال ۲۰۱۱ و به کارگردانی ونکات پرابو است. در این فیلم بازیگرانی همچون آجیت کومار، آرجون سارجا، تریشا، رائی لاکشمی، آنجلی، آندریا جرمیا، وایبهاو ردی، آشوین کاکومانو، پریمجی آمران، ماهات راگاواندرا، جایا پرکاش، رامیا سوبرامانیان و آراویند آکاش ایفای نقش کرده‌اند.